# Refik Memišević
Refik Memišević (* 14. Mai 1956 in Bačko Novo Selo; † 4. Januar 2004 Subotica) war ein jugoslawischer Ringer. Er wurde 1981 Weltmeister und errang 1984 eine Silbermedaille bei den Olympischen Spielen.

## Werdegang
Refik Memišević begann 1972 im Alter von schon 16 Jahren in Novi Sad in der Vojvodina, einem der Zentren des jugoslawischen Ringens jener Jahre, mit dem Ringen, vorher hatte er schon Leichtathletik betrieben und Basketball gespielt. Er fand 1975 den Weg zum dortigen Spitzenklub „Spartaka“ und erhielt in dem erfahrenen Milan Damjanović einen hervorragenden Trainer. Bereits 1973 wurde er jugoslawischer Jugendmeister im Schwergewicht und 1974 Balkanmeister der Junioren, ebenfalls im Schwergewicht, im freien Stil. Ab 1976 wechselte er die Stilart und rang ab diesem Zeitpunkt nur noch im griechisch-römischen Stil, der ihm mehr lag. 1977 startete er in Göteborg erstmals bei einer Weltmeisterschaft und gewann als 21-jähriger Neuling gleich die WM-Silbermedaille. Bei diesem hervorragenden Einstand in das internationale Wettkampfgeschehen der Senioren unterlag er nur dem sowjetischen Olympiasieger und mehrfachen Weltmeister Nikolai Balboschin nach Punkten. Balboschin wurde allerdings auch bei den nächsten internationalen Meisterschaften immer wieder zum Stolperstein für Memišević. Insgesamt fünfmal rang er gegen diesen und fünfmal verlor er. Es muss freilich erwähnt werden, dass Balboschin ein wirklicher Ausnahmeathlet war, der kaum zu besiegen war. 
Refik Memišević rang bis 1980 im Schwergewicht, das damals bis 100 kg ging. Da er immer größere Schwierigkeiten hatte, dieses Gewicht zu bringen, wechselte er 1981 in das Superschwergewicht (über 100 kg Körpergewicht) über und wurde überraschenderweise im selben Jahr gleich Weltmeister. In dieser Gewichtsklasse blieb er dann bis zum Ende seiner Ringerlaufbahn im Jahre 1986. Im Superschwergewicht hatte er sich in diesen Jahren hauptsächlich mit Nikola Dinew und Alexandar Tomow aus Bulgarien und Tomas Johansson aus Schweden auseinanderzusetzen. Dem Schweden Johansson verdankt er auch den Gewinn der olympischen Silbermedaille 1984 in Los Angeles. Johansson hatte eigentlich die Silbermedaille gewonnen, musste aber nachträglich wegen Dopings disqualifiziert werden. Memišević, der gegen den Rumänien Victor Dolipschi die Bronzemedaille gewonnen hatte, erhielt daraufhin die Silbermedaille und Dolipschi die Bronzemedaille. Er hatte aber nicht die Möglichkeit, gegen den Olympiasieger Jeffrey Blatnick aus den USA um die Goldmedaille zu kämpfen.
Memišević war auch in der Bundesrepublik Deutschland kein Unbekannter, denn er rang mehrere Male mit guten Erfolgen beim Großen Preis der Bundesrepublik Deutschland in Aschaffenburg. 
Er trat 1986 vom Wettkampfsport zurück und lebte danach als Geschäftsmann in Novi Sad. Er ist bereits im Jahre 2004 im Alter von 48 Jahren verstorben.

## Internationale Erfolge
(OS = Olympische Spiele, WM = Weltmeisterschaft, EM = Europameisterschaft, GR = griech.-römischer Stil, S = Schwergewicht, SS = Superschwergewicht, damals bis 100 kg bzw. über 100 kg Körpergewicht)
- 1977, 2. Platz, WM in Göteborg, GR, S, mit Siegen über Yukio Yoshida, Japan, Svend-Erik Studsgaard, Dänemark, Georgi Rajkow, Bulgarien und Jeff Simmons, USA und einer Niederlage gegen Nikolai Balboschin, Sowjetunion;
- 1978, 5. Platz, EM in Oslo, Gr, S, mit einem Sieg über Polat, Türkei und Niederlagen gegen Farkas, Ungarn (beide Ringer wurden wegen Passivität disqualifiziert) und Nikolai Balboschin;
- 1978, 3. Platz, WM in Mexiko-Stadt, GR, S, mit Siegen über Yasukasu Fujimori, Japan und Roman Bierła, Polen und Niederlagen gegen Brad Rheingans, USA und Georgi Rajkow (in beiden Kämpfen wurden die Ringer jeweils wegen Passivität disqualifiziert) und Nikolai Balboschin;
- 1979, 1. Platz, Mittelmeerspiele in Split, GR, S, vor Remo Riccardelli, Italien und Georgios Pikilidis, Griechenland;
- 1979, 5. Platz, EM in Bukarest, GR, S, mit einem Sieg über Remo Piccardelli, Italien und Niederlagen gegen Andrei Dimitrov, Bulgarien (beide Ringer disqualifiziert) und Nikolai Balboschin;
- 1979, 6. Platz, WM in San Diego/USA, GR, S, mit einem Sieg über Pikilidis, und Niederlagen gegen Roman Bierła und Nikolai Balboschin;
- 1980, 9. Platz, EM in Prievidza, GR, S, nach Niederlagen gegen Vasile Andrei, Rumänien und Studsgaard;
- 1980, 4. Platz, OS in Moskau, GR, S, mit Siegen über Studsgaard und Pikilidis und Niederlagen gegen Vasile Andrei und Roman Bierła;
- 1981. 2. Platz, Universiade in Bukarest, Gr, SS, hinter Victor Dolipschi, Rumänien und vor Ivan Karapetyan, UdSSR;
- 1981, 1. Platz, WM in Oslo, GRT, SS, mit Siegen über Henryk Tomanek, Polen, Antonio Lapenna, Italien, Karl Hug, BRD, János Rovnyai, Ungarn und Nikola Dinew, Bulgarien;
- 1982, 2. Platz, WM in Kattowitz, GR, SS, hinter Nikola Dinev, und vor Candido Mesa, Kuba, Awtandil Maissuradse, UdSSR, William Lee, USA und János Rovnyai;
- 1983, 1. Platz, Mittelmeerspiele in Casablanca, GR, Ss, vor Hassan El Hadad, Ägypten und Antonio Lapenna, Italien;
- 1983, 5. Platz, WM in Kiew, GR, SS, hinter Jewgeni Artjuchin, UdSSR, Dinew, Mesa, József Nagy, Ungarn und vor Tomanek;
- 1984, 4. Platz, EM in Jönköping, GR, SS, hinter Alexandar Tomow, Bulgarien Tomanek und Igor Rostorozki, UdSSR und vor Victor Dolipschi, Rumänien und Tomas Johansson, Schweden;
- 1984, Silbermedaille, OS in Los Angeles, GR, SS, mit Siegen über Tie-Masaya Ando, Japan, Pikilidis und Victor Dolipschi;
- 1985, 4. Platz, WM in Kolbotn/Norwegen, GR, SS, hinter Igor Rostorozki, Ioan Grigoraș, Rumänien und Ranguel Guerovski, Bulgarien und vor László Tóth, Ungarn und Dennis Koslowski, USA